# Drepanulatrix carneolata
Drepanulatrix carneolata är en fjärilsart som beskrevs av Barnes och Mcdunnough 1916. Drepanulatrix carneolata ingår i släktet Drepanulatrix och familjen mätare. Inga underarter finns listade i Catalogue of Life.